# Vingselina
Vingselina is een geslacht van rechtvleugeligen uit de familie doornsprinkhanen (Tetrigidae). De wetenschappelijke naam van dit geslacht is voor het eerst geldig gepubliceerd in 1921 door Sjöstedt.

## Soorten
Het geslacht Vingselina omvat de volgende soorten:
- Vingselina brunneri Bolívar, 1887
- Vingselina crassa Sjöstedt, 1921
- Vingselina minor Sjöstedt, 1921
- Vingselina multifora Rehn, 1952
- Vingselina trituberculata Sjöstedt, 1932